# Avortement au Monténégro
L'avortement au Monténégro est légal sur demande pendant les dix premières semaines de grossesse. Entre 10 et 20 semaines, les avortements doivent être approuvés par un comité médical et ne peuvent être pratiqués que pour des raisons médicales, si l'enfant souffre de graves handicaps, si la grossesse est le résultat d'un viol ou si la femme risque d'être confrontée à des circonstances familiales graves pendant la grossesse ou après l'accouchement. 
Entre 20 et 32 semaines, les avortements doivent être approuvés par un comité d'éthique qui ne les accordes que pour des raisons médicales ou en cas de malformations fœtales graves. Après 32 semaines, les avortements ne sont autorisés que pour sauver la vie de la femme enceinte. La loi actuelle sur l'avortement, qui date de 2009, abroge la précédente loi de 1977 promulguée par la Yougoslavie.

## Problématiques
La femme doit payer pour un avortement pratiqué sur demande, et les avortements ne peuvent être pratiqués que dans des établissements médicaux qui répondent à certaines normes. L'avortement sexo-sélectif est un problème persistant bien qu'ils soient expressément interdit, tout comme les tests du sexe pendant les dix premières semaines de grossesse. Cependant, le ratio hommes/femmes à la naissance est de 109,8 entre 2009 et 2011, un nombre anormalement élevé qui, selon un rapport du Fonds des Nations Unies pour la population, suggère que la sélection sexuelle est en cours. Dans des données plus récentes, en 2020, les données se maintiennent à 108 garçons pour 100 filles.
En 2010, le taux d'avortement est de 6,3 pour 1000 femmes.